# 포데스타

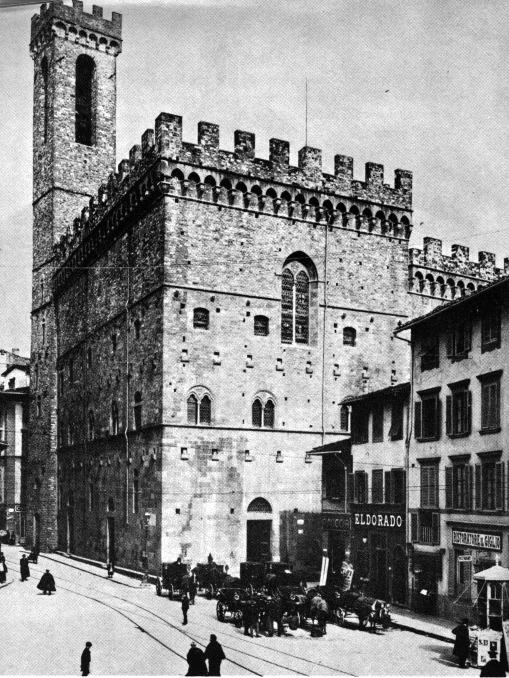
피렌체에 있는 포데스타의 궁전, 현재는 바르젤로 미술관으로 사용되고 있다.

포데스타(Podestà)는 중세 시대 후기에 많은 이탈리아 도시들이 사용한 특정 고위 관리의 명칭이다. 주로 도시 국가들의 최고 행정관을 의미 했으며, 일부 도시들에서는 이와 유사한 지위를 레토리(rettori)처럼 다른 명칭들로 사용했었고, 또한 신성 로마 제국 황제의 지방 행정관을 의미하기도 하였다. 최근에 포데스타라는 명칭은 스위스의 그라우뷘덴주 지역의 이탈리아어 화자 자치 지역들의 시장의 명칭이다.
이 용어는 권력을 뜻하는 라틴어 단어 포데스타스(Potestas)에서 유래했다. 아랍어로 "권력", "권위"를 뜻하는 술탄과 같이 권력을 지니는 사람을 뜻하는 칭호가 되었다.